# 香港居民巴士NR88線
香港居民巴士NR88線（城巴稱為88R線）是香港一條來往沙田第一城和中環的非專利居民巴士路線，在1989年8月9日投入服務。路線沿途在灣仔北、金鐘及中環設站，由城巴營運，全程收費為$23.6。此路線曾是唯一每日全日提供服務的城巴居民巴士路線，也是唯一提供全日服務的過海居民巴士路線。

## 歷史
本路線前身為60R線，於1989年8月9日投入服務，並在同月14日正式營辦，初時袛提供沙田第一城單向往中環的服務，營運者城巴有限公司還一度以「早餐巴士」包裝本路線，票價（$15）包括大快活早餐盒一份（實際上為三文治）、紙包維他奶一盒及《東方日報》一份。當時，城巴「早餐巴士」更吸引外地知名傳媒如英國廣播公司、美國哥倫比亞廣播公司及《朝日新聞》廣泛報道。而在路線線正式開辦前兩日，九龍巴士及中華汽車急忙開辦專營路線182以作抗衡，車費為$6.0。不過於1990年起，本路線停止派發早餐，避免引起衛生問題，故車費減至$11.8，同時改稱88R。
大老山隧道在1991年6月通車，往中環方向隨即改經該隧道和東區海底隧道過海，而往沙田方向行車路線則維持不變，惟往港島方向的班次，車長仍可選擇取道獅子山隧道及海底隧道（紅隧）過海。1992年1月，因沙田第一城居民需求，提升至每天全日雙向服務。2004年7月30日，城巴慶祝成立25周年，重演曾享譽香港及海外之「早餐巴士」。乘客須於前一天早上7時半起，在沙田第一城巴士總站乘搭88R，向車長索取免費早餐換領券，便可於當天早上7時半起換領早餐，限量250份，備有芝士火腿、腿蛋或吞拿魚三文治，再加紙包麥精、維他奶或菊花茶一盒。當天，城巴前董事總經理李日新在內多位員工，亦有現身沙田第一城總站向持有餐券之乘客派發早餐。2008年6月23日，本路線逢星期一至五早上增設取道青沙公路（沙田段）及西區海底隧道開往中環德輔道中的特快班次，成為首條取道青沙公路（沙田段）的公共交通服務，不過只是非專利巴士及只限往港島方向，特快班次並加停西營盤西消防街（近中山紀念公園）及港澳碼頭，而且在港島區的巴士站是以綠底白字表示路線，與常規班次的紅底白字不同。
2011年4月11日，沙田第一城及中環尾車調整至23:00和23:40，晚上9時後班次一律改為20分鐘一班，以配合香港居民巴士NRN89線取消。同年9月19日，壹傳媒集團旗下的免費報章《爽報》創刊，當日早上該報在沙田第一城總站派發報紙的同時，亦代乘客繳付車資，讓乘客免費乘坐此路線。但該推廣活動並未獲城巴授權，事後有關報館亦遭城巴公開譴責。2012年1月16日，此線假日中環頭車調整至10:00開出，班次一律改為20分鐘一班；而途經青沙公路的早晨特快班次則加至7班，資源由同日起削減服務的香港居民巴士NR62線騰出。2016年12月23日及24日，本線特別推出平安夜開蓬巴士服務。原本只有一班次，後來改為六班。收費$19.5，經大老山隧道出觀塘繞道，再落東隧過海，再經東區走廊往灣仔及中環。2018年7月29日，此線以「增設到站時間預報」和「行車記錄儀」成本高為由調整收費，全程新收費為$21.5。
2021年10月30日起，此線接受以AlipayHK「易乘碼」、支付寶或雲閃付「乘車碼」、具有感應式支付功能的VISA、Mastercard及銀聯卡，以及Apple Pay、Google Pay及Samsung Pay流動支付平台繳付車資，唯不能享用現有提供的乘車優惠，包括「政府公共交通費用補貼計劃」、「城巴提供之長者票價優惠」或「沙田第一城學童乘車證」。其後於2022年1月1日起，此線不再接受以現金付款。
隨著東鐵綫過海段通車，此線的客量大幅減少，城巴因此決定於2025年2月19日起大幅削減此線服務時間。往港島區方向改為只於每日上午提供服務，往沙田方向改為只於平日傍晚至晚間、星期六及假日傍晚繁忙時間提供服務，並加價至全程$23.6。

## 服務時間及班次
正常班次
| 沙田第一城開     | 沙田第一城開 | 沙田第一城開 |
| 日期             | 服務時間     | 班次（分鐘） |
| ---------------- | ------------ | ------------ |
| 星期一至五       | 06:10-08:10  | 20           |
| 星期一至五       | 08:10-11:10  | 30           |
| 星期六           | 07:55-10:10  | 45           |
| 星期六           | 10:10-11:10  | 30           |
| 星期日及公眾假期 | 09:00-09:30  | 30           |
| 星期日及公眾假期 | 09:30-12:10  | 40           |

| 中環開           | 中環開      | 中環開       |
| 日期             | 服務時間    | 班次（分鐘） |
| ---------------- | ----------- | ------------ |
| 星期一至五       | 17:20-19:00 | 20           |
| 星期一至五       | 19:00-22:00 | 30           |
| 星期六           | 16:40-17:20 | 40           |
| 星期日及公眾假期 | 16:50-18:50 | 40           |

特別班次
由沙田第一城單向開往中環，途經青沙公路、西區海底隧道、干諾道西（西消防街）、港澳碼頭、德輔道中近中環街市，並以歷山大廈為總站。
- 沙田第一城開：07:45、08:00、08:15。
- 只於星期一至五提供服務。

## 收費
NR88線全程收費為$23.6，並設有12歲以下小童及65歲或以上長者半價優惠；當中60歲－64歲香港居民以個人八達通卡繳付車資，亦可享有半價優惠；於星期日及公眾假期，更可享由城巴提供的$2票價優惠；而65歲或以上長者於星期日及公眾假期使用個人八達通或長者八達通繳付車資，可享由城巴提供的$2票價優惠；持有沙田第一城學童乘車証並以已註有「學生身份」之個人八達通卡繳付車資的乘客，亦可獲半價優惠。乘客登車時需以八達通卡或指定電子支付方式繳付車資，並不接受以現金繳付車資。由於此路線並非專利巴士路線，因此不受長者及合資格殘疾人士公共交通票價優惠計劃計劃覆蓋。

## 行車路線
NR88線往中環方向之主班次途經銀城街、小瀝源路、大老山公路、大老山隧道、觀塘繞道、鯉魚門道、東區海底隧道、東區走廊、維園道、告士打道、分域街、軒尼詩道、金鐘道、皇后大道中、畢打街、干諾道中及民光街；往沙田第一城方向途經民光街、民耀街、民祥街、干諾道中（東行）、掉頭處、干諾道中（西行）、域多利皇后街、德輔道中、金鐘道、添馬街、夏慤道（西行）、支路、夏慤道（東行）、添美道、龍匯道、分域碼頭街、港灣道、杜老誌道、鴻興道、海底隧道、康莊道、公主道、窩打老道、獅子山隧道、獅子山隧道公路、沙田路、大涌橋路、小瀝源路及銀城街；往中環方向之特別班次途經銀城街、小瀝源路、大涌橋路、火炭路、大埔公路－沙田段、青沙公路、荔灣交匯處、連翔道、西九龍公路、西區海底隧道、干諾道西、西消防街、干諾道西、干諾道中、林士街及德輔道中，具體停站請參考資訊框。

## 客量
本線採用雙層巴士，是居民巴士中少有，部分更設有企位，並不會採用客車行走，運作模式接近專營巴士。在繁忙時間，往返沙田第一城和香港島的需求甚高，客量一直高企，經常頂閘。然而非繁忙時間則因需求不大，加上沿線替代品多，因此客量偏低（巴士術語俗稱「吉車遊街」），最終於2025年2月19日起大幅削減至繁忙時間服務。
由於近年海底隧道（紅隧）及東區海底隧道擠塞情況惡化，因此第一城業主委員會曾與運輸署商討安排此路線全日改經西區海底隧道，然而未有實施實行。

## 城巴富豪奧林比安最後服務日
2019年3月26日，全港僅餘的非低地台雙層巴士城巴非專利部富豪奧林比安11米（965）最後一天服務，該輛巴士於2019年3月27日退役之後，香港各公司雙層巴士車隊便正式全面踏入全低地台時代。當天該輛巴士服務此路線，在完成由中環18:45開出的班次後返到第一城總站，城巴職員隨即輸入特別電牌資料，當中包括字句及「仿Vultron電牌字體」顯示，以作道別。

## 圖集

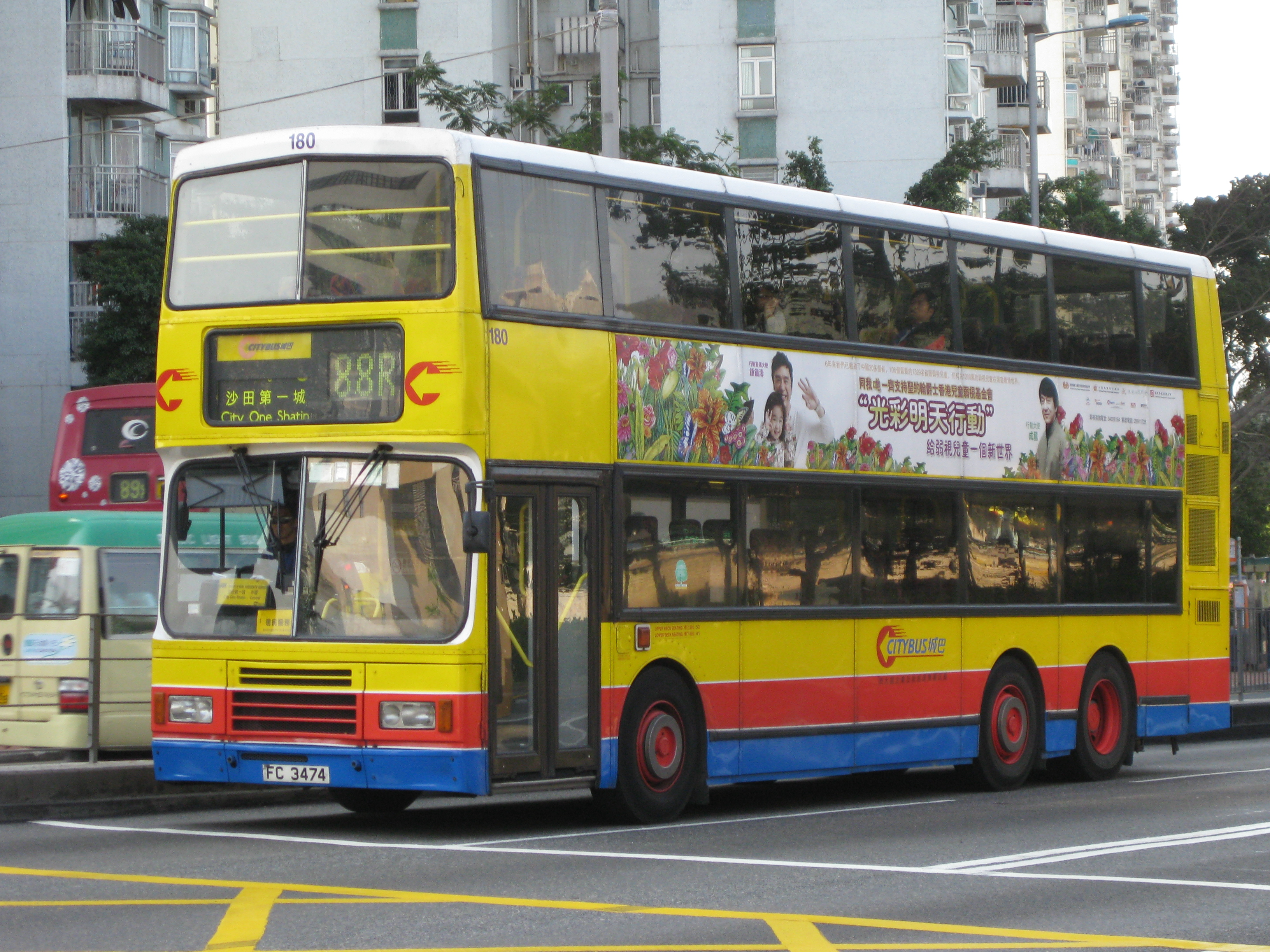
88R線曾以利蘭奧林比安為主力用車
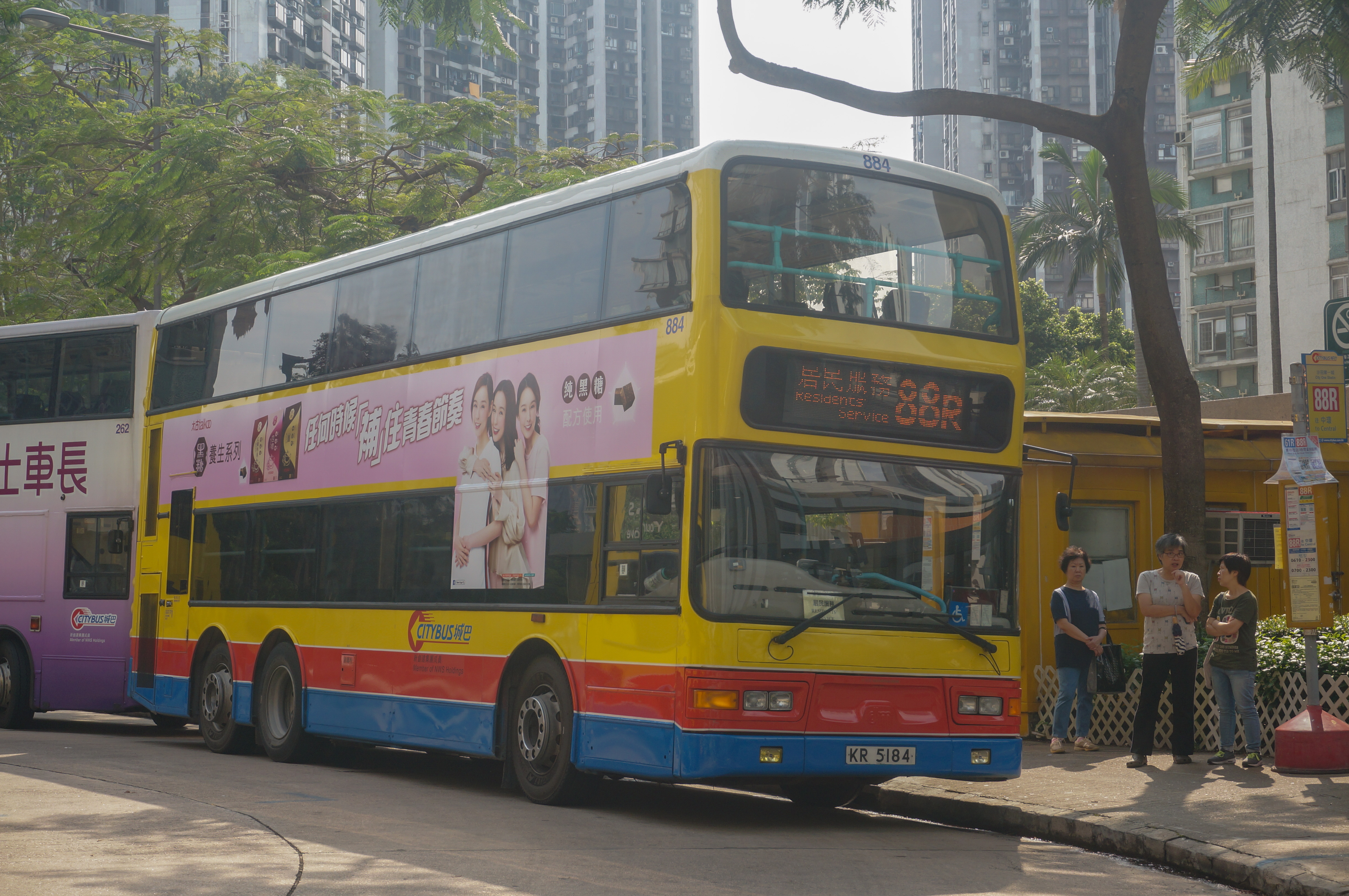
88R線曾以丹尼士三叉戟三型作為用車之一
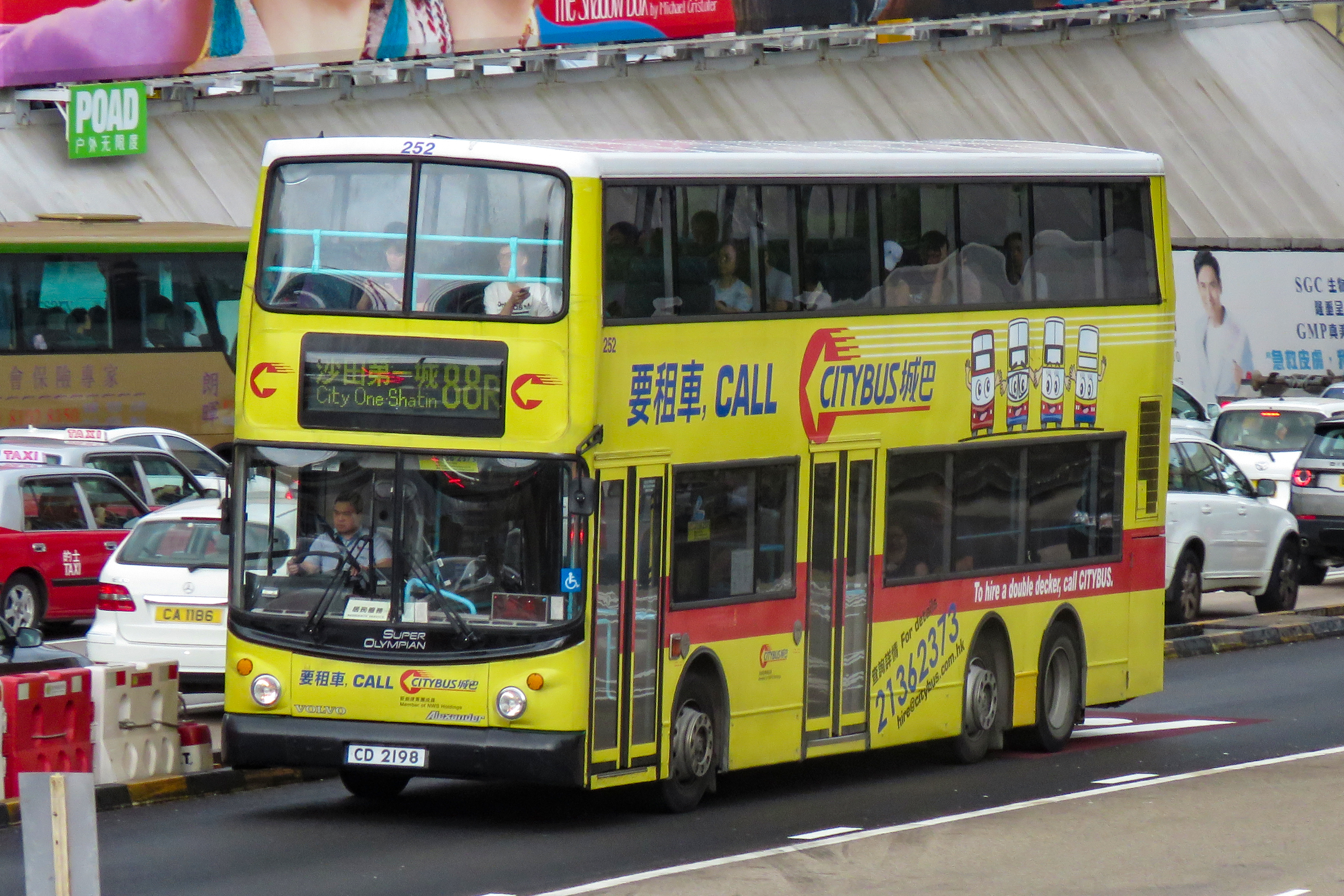
88R線使用的富豪超級奧林比安駛出海底隧道（紅隧）
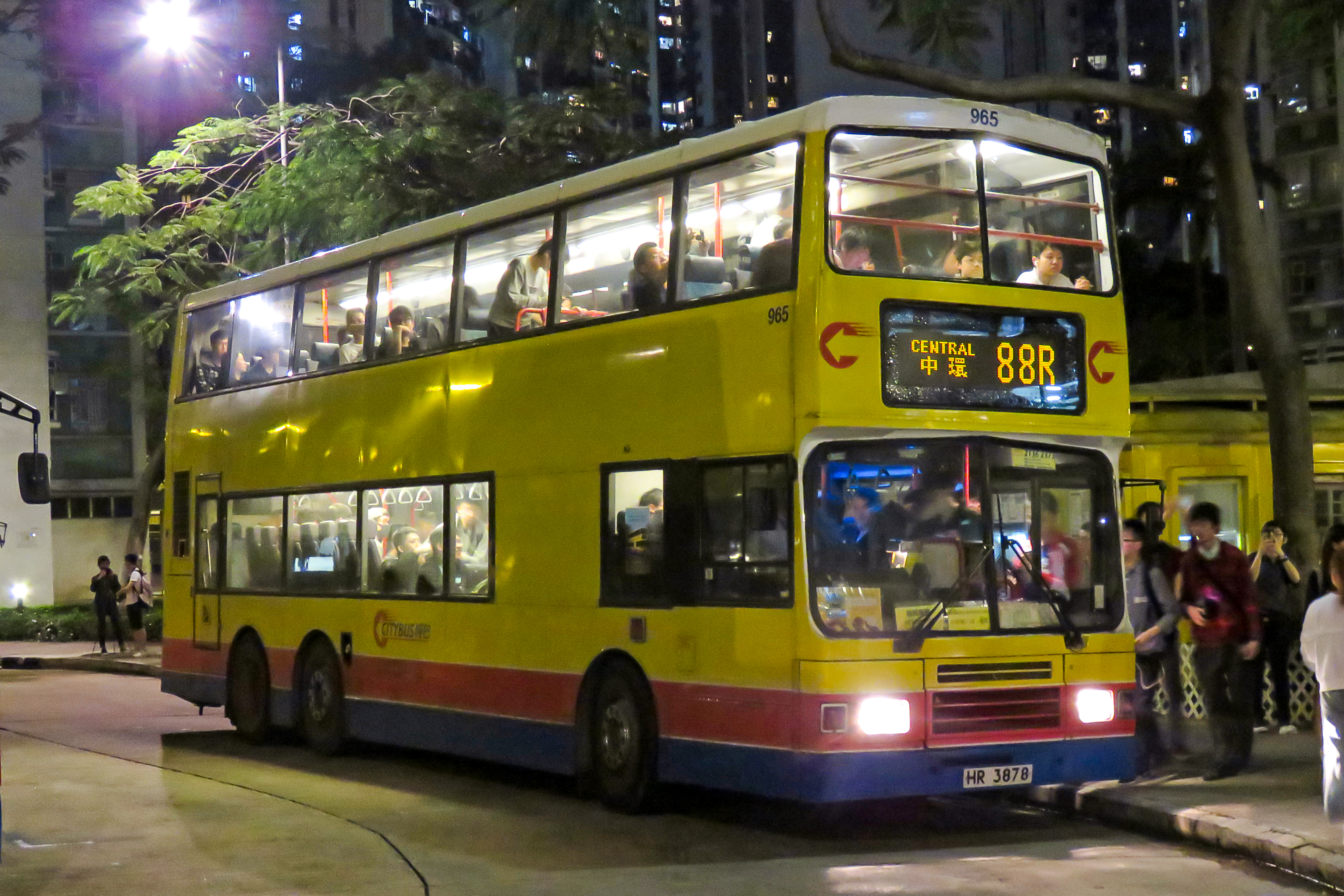
城巴最後一輛富豪奧林比安於2019年3月26日於本路線行走最後一程，多名巴士迷在場送別
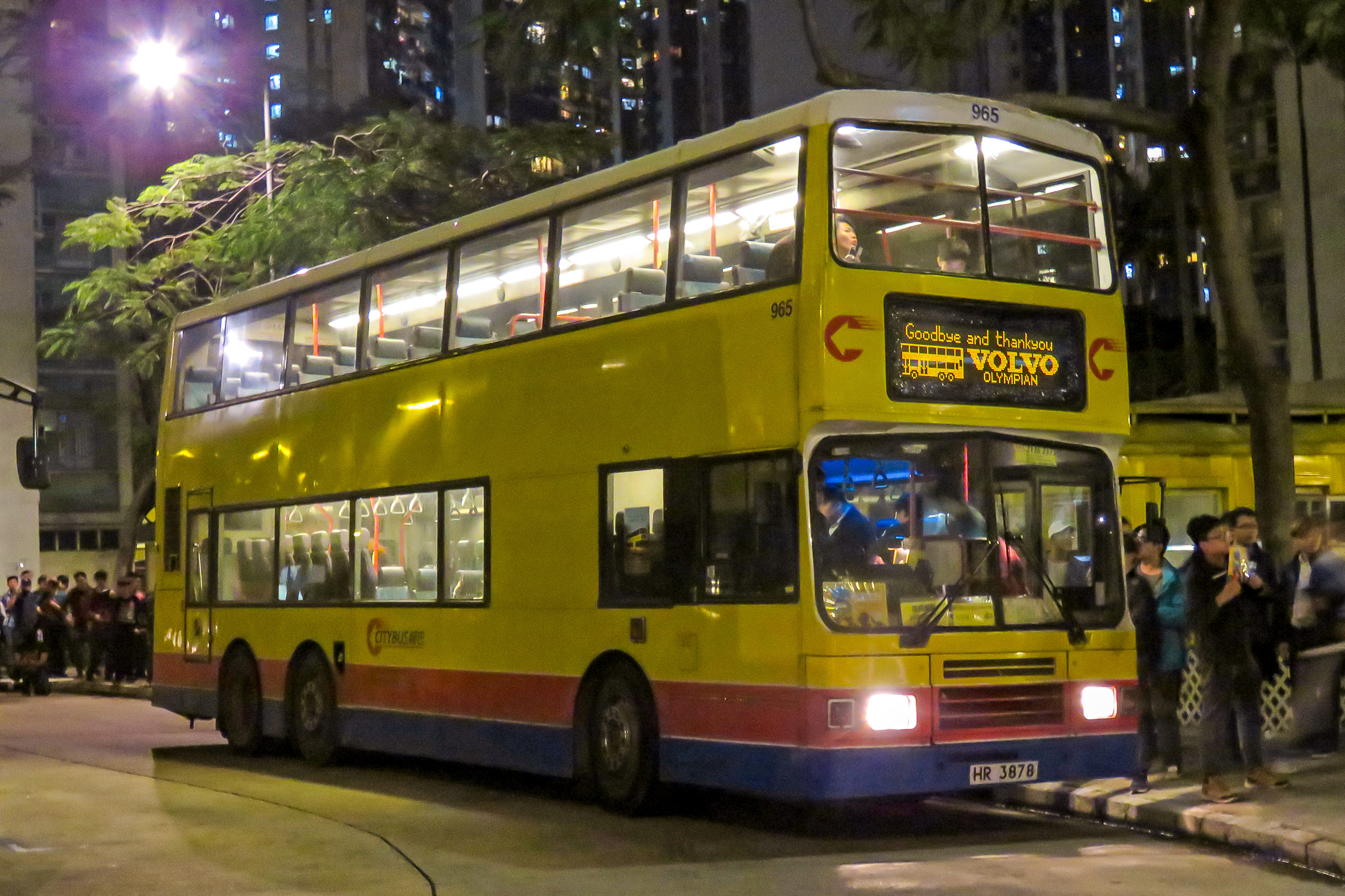
城巴最後一架富豪奧林比安完成本路線由中環18:45開出的班次後返到第一城總站，城巴職員隨即輸入特別電牌資料，當中包括字句及「仿Vultron電牌字體」顯示，以作道別。
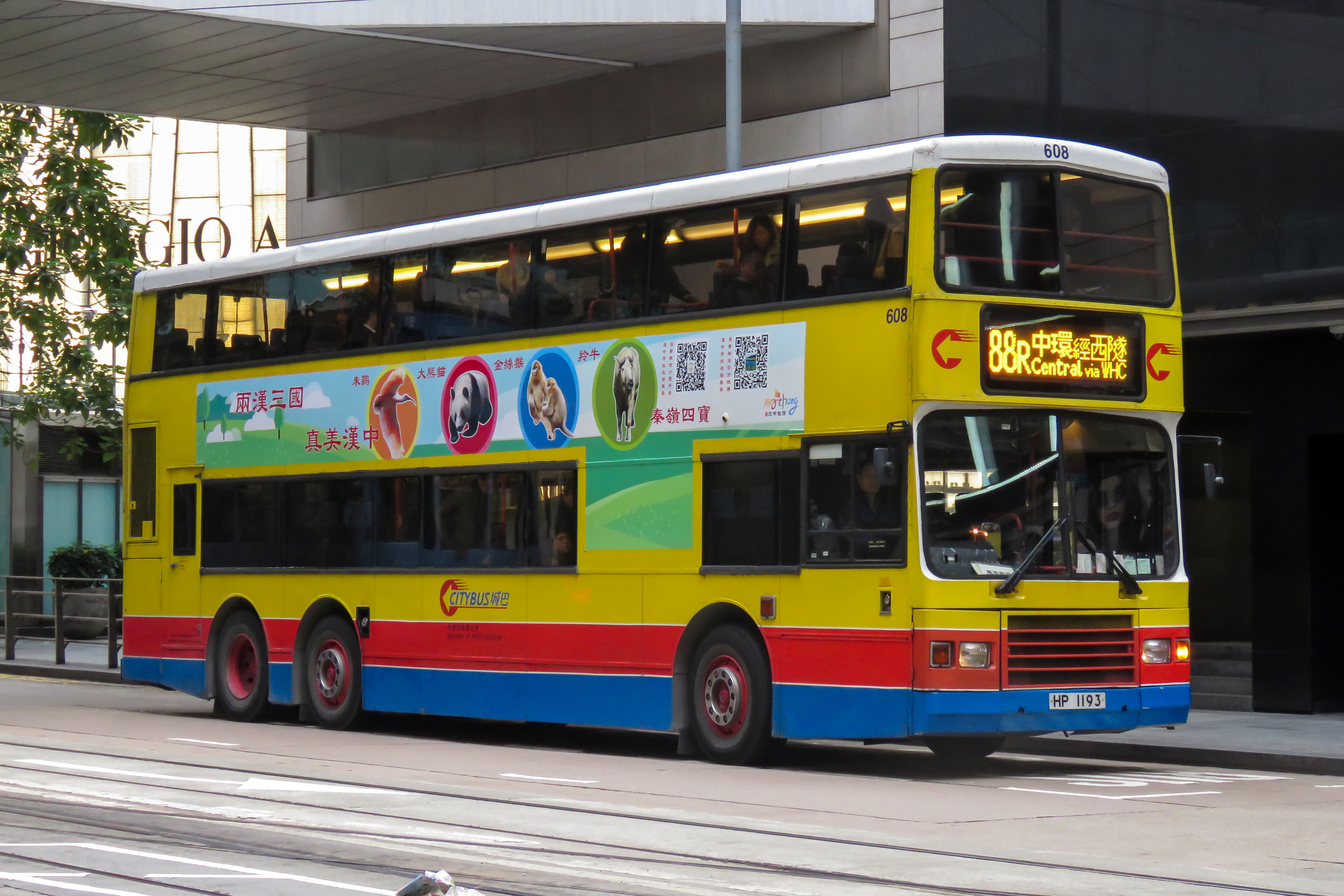
88R線西區海底隧道特別班次終到歷山大廈（2018年12月）
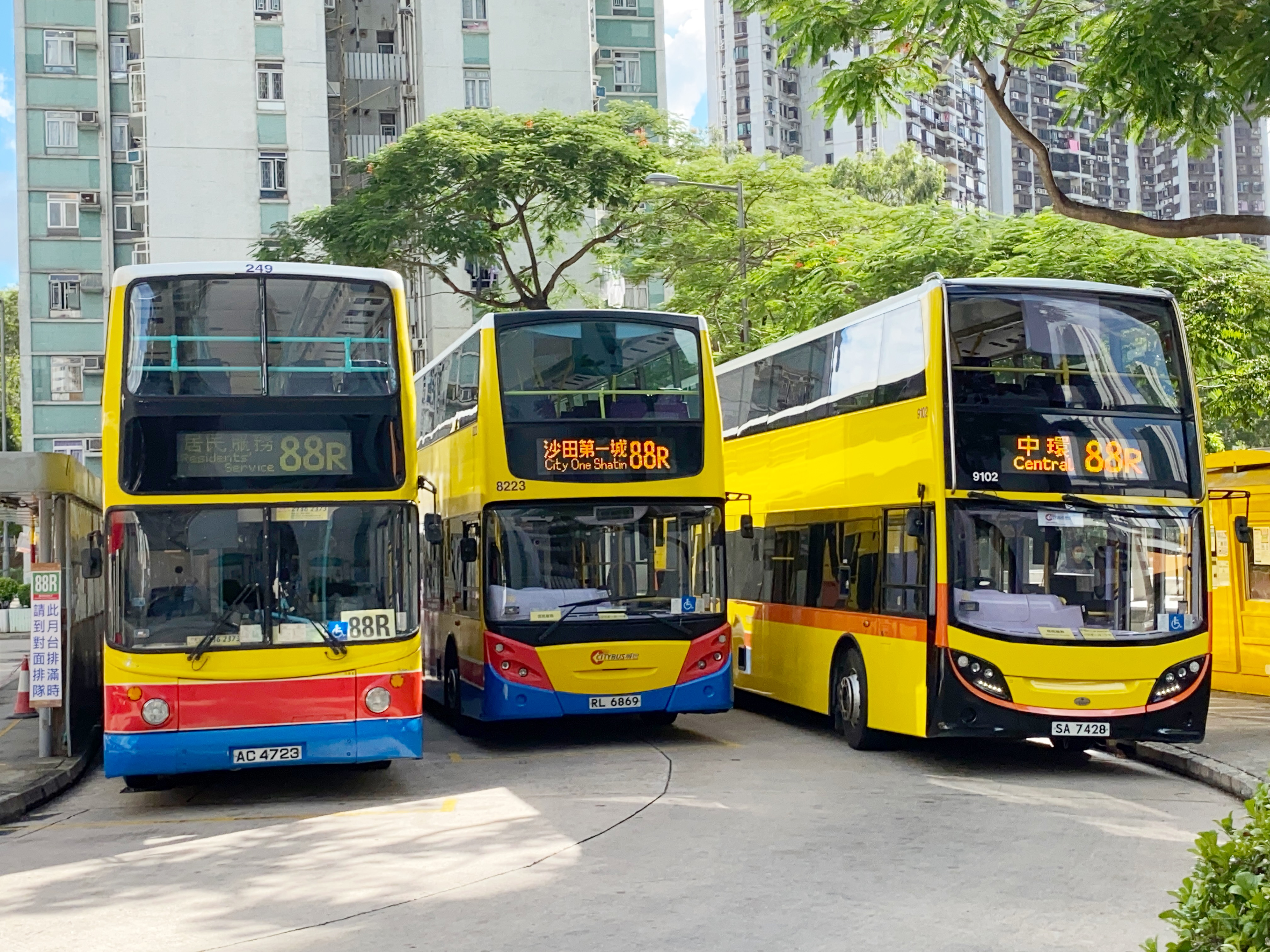
88R線以沙田第一城作為起點
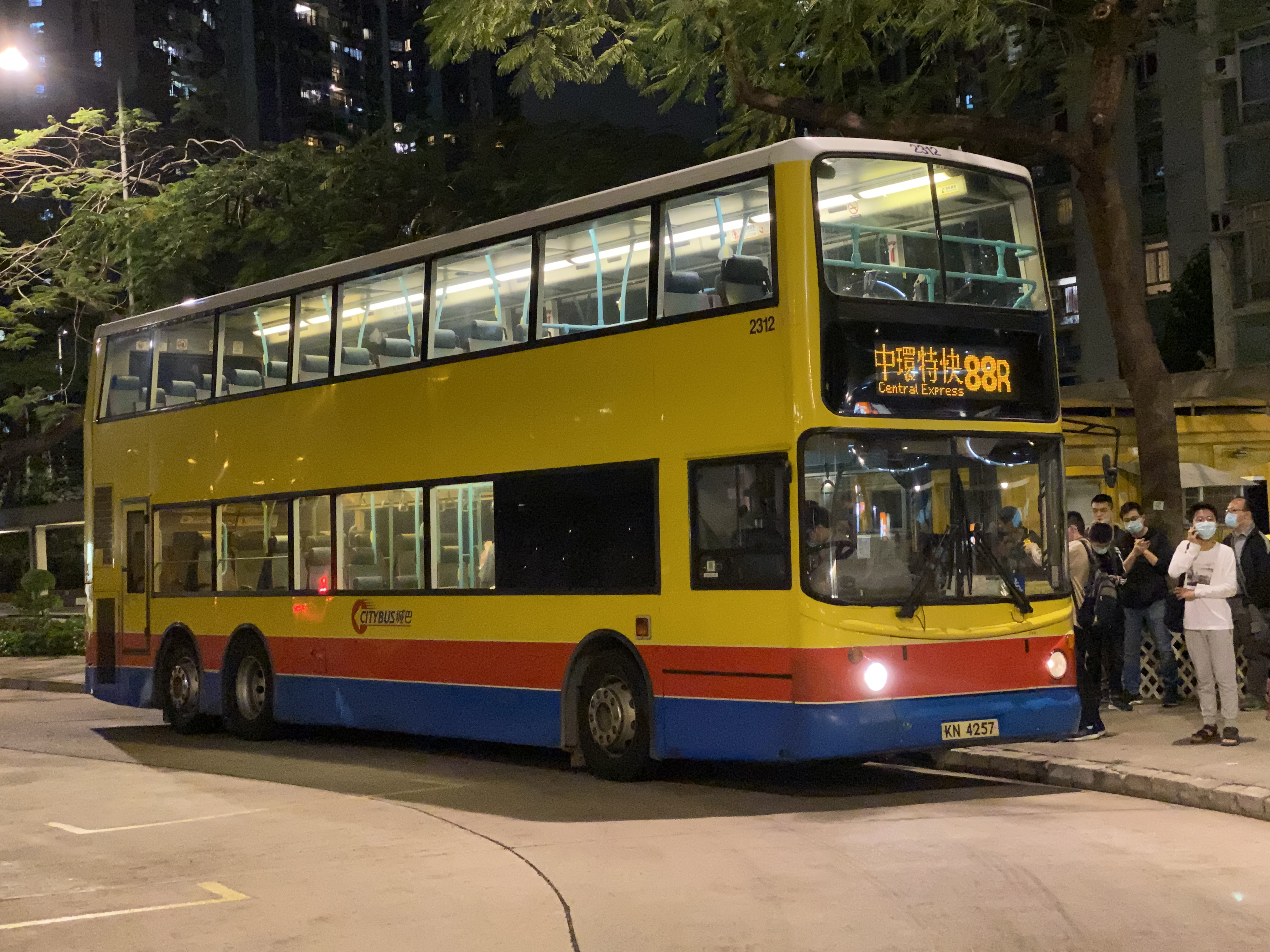
城巴最後一輛丹尼士三叉戟三型於2021年3月27日於本路線行走最後一程，多名巴士迷在場送別
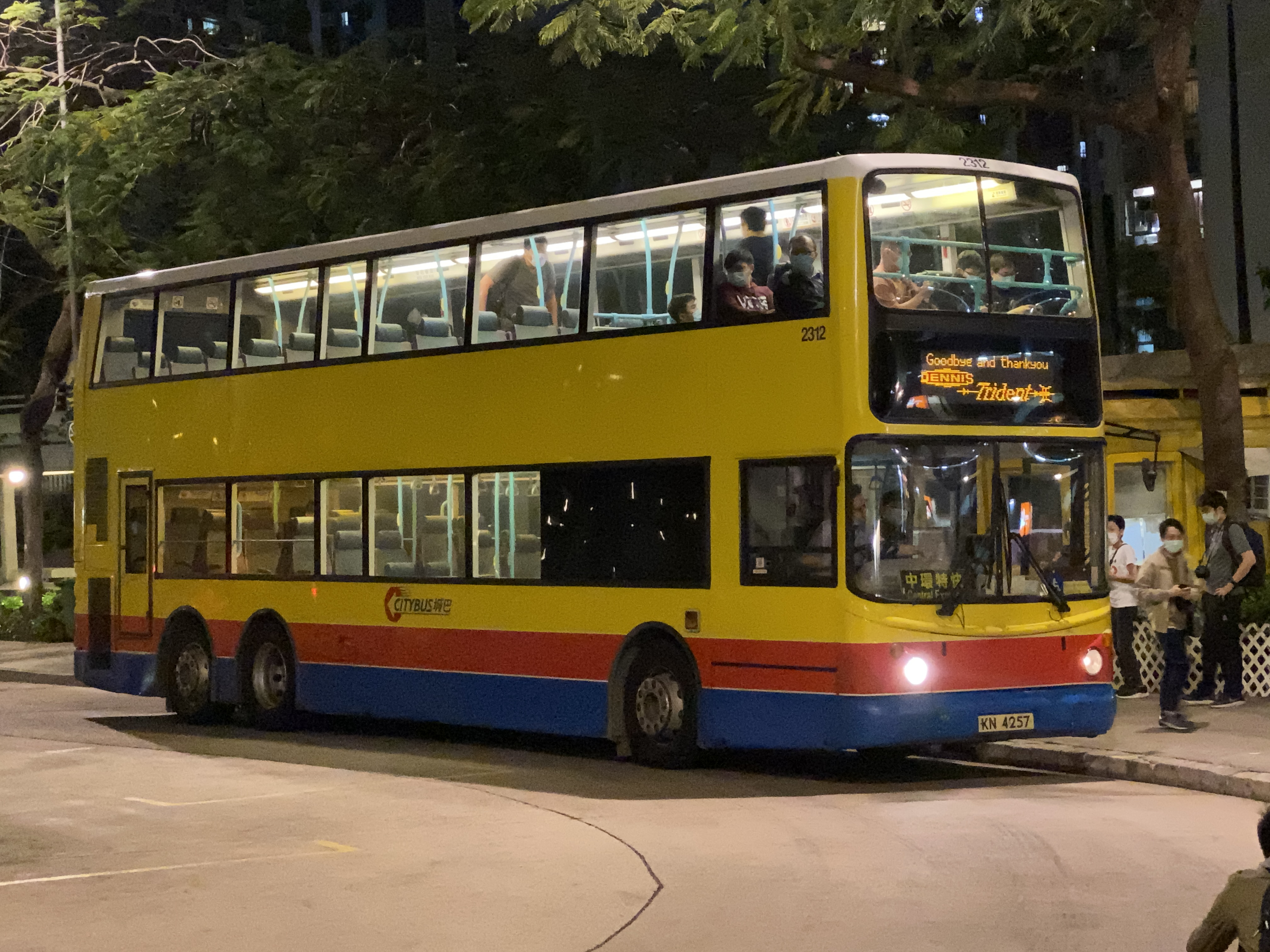
城巴最後一架丹尼士三叉戟完成本路線由中環開出的班次後返到第一城總站，城巴職員隨即輸入特別電牌資料，當中包括字句，以作道別。
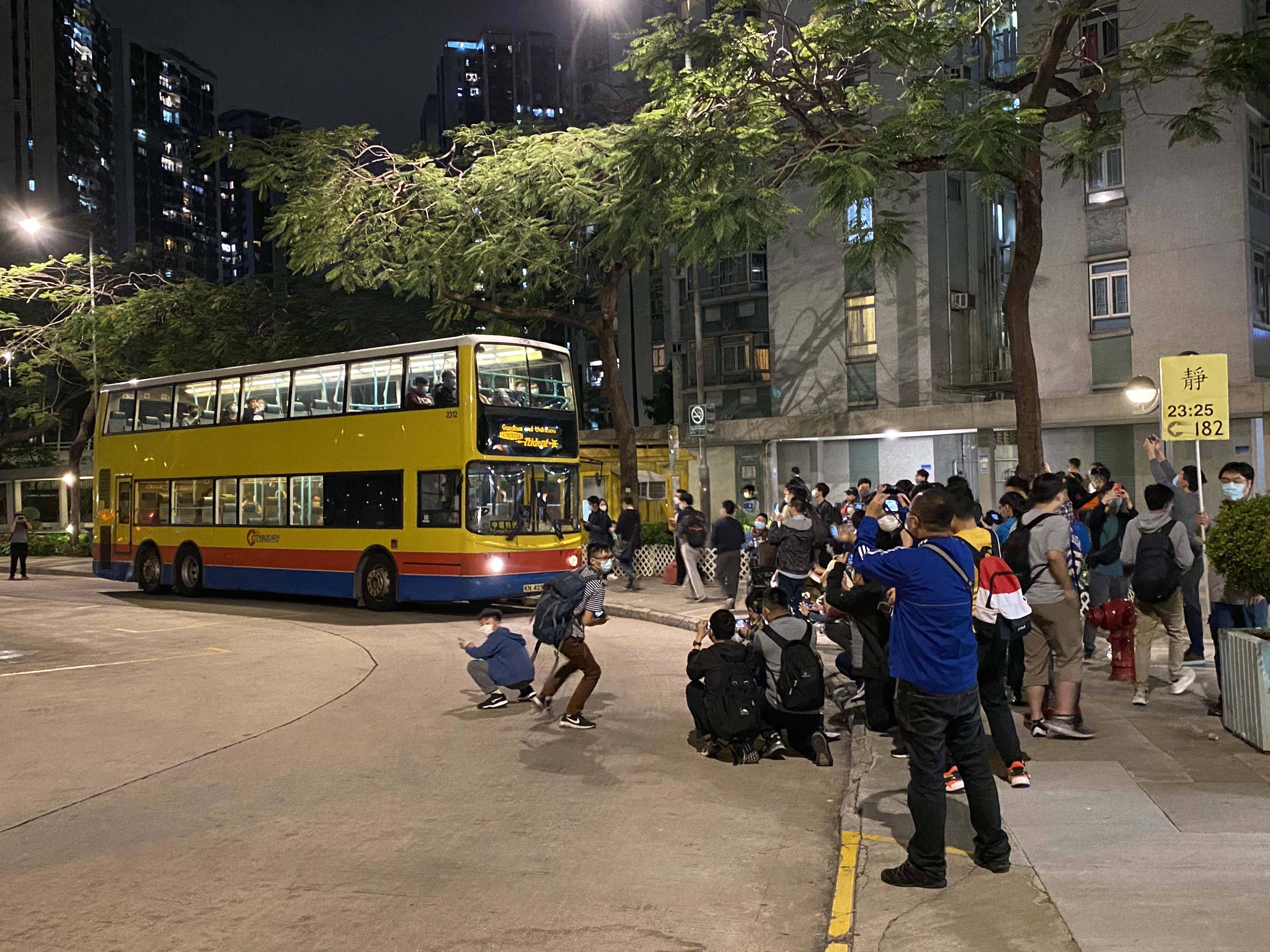
大量巴士迷正拍攝及乘搭最後一輛服役的丹尼士三叉戟作「告別」

### 腳註
1. 1 2 3 4  . 匯達交通服務有限公司.   [2022-09-18]. （原始内容存档于2022-09-16） （中文（香港））. （页面存档备份，存于）
2. 1 2 3 4  . 匯達交通服務有限公司.   [2022-09-18]. （原始内容存档于2022-09-16） （中文（香港））. （页面存档备份，存于）
3. 1 2   (PDF).
4. ↑  . 華僑日報. 1989-08-10.
5. ↑  . 華僑日報. 1989-08-13  [2022-09-20]. （原始内容存档于2022-09-20） （中文（香港））. （页面存档备份，存于）
6. ↑  . 華僑日報. 1989-08-10  [2020-04-25]. （原始内容存档于2020-08-20） （中文）. （页面存档备份，存于）
7. 1 2  . 華僑日報. 1989-08-15  [2020-04-25]. （原始内容存档于2020-08-20） （中文）. （页面存档备份，存于）
8. ↑  . 大公報. 1989-08-19  [2020-04-25]. （原始内容存档于2020-08-20） （中文）. （页面存档备份，存于）
9. ↑  . 城巴.   [2020-04-25]. （原始内容存档于2019-12-18） （中文）. （页面存档备份，存于）
10. 1 2  . 明報. 2004-07-29 （中文）.
11. ↑  . 香港01. 2018-01-09  [2020-04-25]. （原始内容存档于2020-08-20） （中文）. （页面存档备份，存于）
12. ↑  . 九龍巴士（一九三三）有限公司.   [2020-04-29]. （原始内容存档于2020-08-20） （中文）. （页面存档备份，存于）
13. 1 2  . 中華巴士紀念館 China Motor Bus Memorial Page. 2016-08-09  [2020-04-25]. （原始内容存档于2019-08-15） （中文）. （页面存档备份，存于）
14. ↑  . 中華巴士紀念館 China Motor Bus Memorial Page. 2016-08-10  [2020-04-29]. （原始内容存档于2019-07-16） （中文）. （页面存档备份，存于）
15. ↑   (pdf). 運輸署.   [2020-04-27]. （原始内容存档 (PDF)于2015-12-31） （中文）. （页面存档备份，存于）
16. ↑  . 太陽報. 2004-07-29  [2020-04-25]. （原始内容存档于2019-09-09） （中文）. （页面存档备份，存于）
17. ↑  城巴.  (pdf). 2004-08-04  [2020-04-25]. （原始内容存档 (PDF)于2019-05-30） （中文）. （页面存档备份，存于）
18. ↑  alberthimbus.net. .   [2020-04-25]. （原始内容存档于2019-09-08） （中文）. （页面存档备份，存于）
19. 1 2   (PDF). 城巴有限公司. 2008-06-19  [2020-04-26]. （原始内容存档于2016-03-04） （中文）. （页面存档备份，存于）
20. ↑  . 城巴有限公司. 2011-04-07  [2020-04-26]. （原始内容存档于2020-08-20） （中文）. （页面存档备份，存于）
21. ↑  . Apple Daily 蘋果日報. 2011-09-20  [2020-04-25]. （原始内容存档于2020-08-20） （中文）. （页面存档备份，存于）
22. ↑  . 東方日報. 2011-09-20  [2020-04-25]. （原始内容存档于2013-01-20） （中文）. （页面存档备份，存于）
23. 1 2  . 城巴有限公司. 2012-01-04  [2020-04-26]. （原始内容存档于2020-08-20）. （页面存档备份，存于）
24. 1 2  . 城巴有限公司. 2012-01-04  [2020-04-26]. （原始内容存档于2020-08-20） （中文）. （页面存档备份，存于）
25. ↑  . 香港01. 2016-12-17  [2020-04-25]. （原始内容存档于2020-08-20） （中文）. （页面存档备份，存于）
26. ↑  . 香港01. 2016-12-20  [2020-04-25]. （原始内容存档于2020-08-20） （中文）. （页面存档备份，存于）
27. ↑  . HK 港生活.   [2020-04-25]. （原始内容存档于2020-08-20） （中文）. （页面存档备份，存于）
28. ↑  . 新假期. 2016-12-22  [2020-04-25]. （原始内容存档于2020-08-20） （中文）. （页面存档备份，存于）
29. 1 2  黃雅盈. . 香港01. 2018-07-23  [2019-02-17]. （原始内容存档于2019-02-18）. （页面存档备份，存于）
30. ↑   (PDF). 匯達交通服務有限公司. 2021-10-30  [2022-03-26]. （原始内容存档 (PDF)于2022-01-30） （中文（香港））. （页面存档备份，存于）
31. 1 2   (PDF). 匯達交通服務有限公司. 2021-12-10  [2022-03-26]. （原始内容存档 (PDF)于2022-03-26） （中文（香港））. （页面存档备份，存于）
32. ↑   (PDF). 城巴有限公司. 2025-02-12  [2025-02-12].（页面存档备份，存于）
33. 1 2  . 匯達交通服務有限公司.   [2022-06-01]. （原始内容存档于2022-05-14） （中文（香港））. （页面存档备份，存于）
34. ↑   (PDF). 匯達交通服務有限公司.   [2022-08-22]. （原始内容存档 (PDF)于2022-09-20） （中文（香港））. （页面存档备份，存于）
35. ↑  . 匯達交通服務有限公司.   [2022-06-01]. （原始内容存档于2022-05-03） （中文（香港））. （页面存档备份，存于）
36. ↑   (PDF). 運輸署.   [2022-09-18]. （原始内容存档 (PDF)于2022-09-16） （中文（香港））. （页面存档备份，存于）
37. ↑  綽希. . 獨立媒體. 2018-11-22  [2020-04-24]. （原始内容存档于2020-08-20）. （页面存档备份，存于）
38. ↑  . 晴報. 2019-11-18  [2020-04-24]. （原始内容存档于2020-08-20） （中文）. （页面存档备份，存于）
39. ↑  . 香港巴士工作室.   [2020-04-24]. （原始内容存档于2020-08-20） （中文）. （页面存档备份，存于）
40. ↑  新創建集團-城巴 Citybus.  (pdf). 2019-06  [2020-04-24]. （原始内容存档 (PDF)于2020-08-20） （中文）. （页面存档备份，存于）

### 書籍
- 容偉釗. . BSI. 2010  [2022-05-22]. ISBN 9789628414697. （原始内容存档于2022-05-22）. （页面存档备份，存于）

## 外部連結
- 早餐照片，見. 香港交通資訊網. 2015-01-11  [2020-05-01]. （原始内容存档于2020-05-01）. Archive.today的存檔，存档日期2020-05-01其中「活動主辦人特意安排由沙田往港島一段供應早餐，讓參加者感受當年的早餐巴士」段落的附圖。